# Sandro Giovannini
Pour les articles homonymes, voir Giovannini.
Sandro Giovannini, né le 10 juillet 1915 à Rome et mort le 26 avril 1977 dans la même ville, est un auteur compositeur de comédies musicales italien. Avec Pietro Garinei, il forme le duo « Garinei et Giovannini » qui écrit des comédies musicales pendant plus de trente ans,.

## Biographie
Journaliste, Sandro Giovannini est devenu célèbre pour son long partenariat artistique avec Pietro Garinei, avec lequel il a formé le duo « Garinei et Giovannini » et avec lequel il a écrit de nombreuses comédies musicales à succès.
Ensemble, ils fondèrent en 1944 le journal humoristique Cantachiaro et à partir de ce jour, une longue association artistique connue sous le nom de Garinei et Giovannini se forma, collaborant avec la Rai, de 1949 à 1951 et avec le magazine La Bisarca, puis au théâtre et au cinéma.
En 1952, il participe à l'introduction du genre de la comédie musicale en Italie avec des comédies comme Attanasio cavallo vanesio, avec Renato Rascel comme acteur, chanteur et danseur, et produit la première grande danseuse de la scène italienne, Wanda Osiris,.
Toujours en collaboration avec Garinei, il a écrit de nombreuses comédies musicales comme Un paio d'ali , Ciao Rudy, Rugantino et Aggiungi un posto a tavola. Les acteurs qui ont joué dans leurs comédies comprennent Nino Manfredi, Gino Bramieri, Sandra Mondaini, Walter Chiari, Domenico Modugno, Massimo Ranieri, Raffaella Carrà, Marcello Mastroianni, Giulio Scarpati, Nancy Brilli et bien d’autres,.
Le duo a également écrit des paroles pour des chansons, notamment Arrivederci Roma et Domenica è sempre domenica.
Sandro Giovannini est mort à Rome en 1977.